# سوزان فاي كانون
سوزان فاي كانون (بالإنجليزية: Susan Faye Cannon)‏ هي مؤرخة أمريكية، ولدت في 15 أكتوبر 1925، وتوفيت في 6 نوفمبر 1981.